# El último valle
El último valle (título original: The Last Valley) es una película ambientada en la guerra de los 30 años, y dirigida por James Clavell. Está basada en la novela homónima de J. B. Pick.

## Argumento
Durante la etapa tardía de la Guerra de los Treinta Años, en uno de sus viajes, Vogel, un profesor de universidad, llega a un valle con un pacífico pueblo que no ha sido afectado por la guerra que asola los alrededores y que también ha causado peste y hambruna por toda la región. Eso fue posible a causa de su aislamiento debido a las altas montañas alpinas del lugar. Un ejército de mercenarios liderado por el Capitán también lo descubre poco tiempo después y acepta la oferta de Vogel de quedarse a pasar el invierno a cambio de proteger el pueblo para así sobrevivirlo. Su líder, Gruber, acepta la nueva situación por las circunstancias. Esto trastorna la vida del pueblo y aparece la violencia.
Cuando el invierno termina, el ejército de mercenarios se va y es destruido durante la batalla de Rheinfelden. Vogel, alegrado por haber conseguido salvar el pueblo, se va del lugar.

## Reparto
- Michael Caine - El Capitán
- Omar Sharif - Vogel
- Florinda Bolkan - Erica
- Nigel Davenport - Gruber
- Per Oscarsson - Padre Sebastián
- Arthur O'Connell - Hoffman
- Madeleine Hinde - Inge
- Yorgo Voyagis - Pirelli
- Miguel Alejandro - Julio
- Christian Roberts - Andreas
- Ian Hogg - Graf
- Michael Gothard - Hansen

## Antecedentes cinematográficos
- Influencia de la película Los siete samurais, de Akira Kurosawa.